# Music Box (album)
Music Box je čtvrté řadové album Američanky Mariah Carey. Album bylo vydáno v roce 1993 a pracuje na něm se svým dvorním producentem Babyfacem. Řadí se mezi nejlépe prodávaná alba historie hudby.
První singl Dreamlover se stal prozatím jejím nejúspěšnějším na americkém kontinentě a píseň Without You se stala prvním singlem, kterým dobyla Mariah Velkou Británii.
Album vyneslo zpěvačce dvě nominace Grammy Awards. Jednu v roce 1994 za píseň Dreamlover a druhou v roce 1995 za píseň Hero.

## Seznam písní
1. "Dreamlover" – 3:53
2. "Hero"– 4:19
3. "Anytime You Need a Friend"– 4:25
4. "Music Box" – 4:57
5. "Now That I Know" – 4:19
6. "Never Forget You" – 3:46
7. "Without You" – 3:36
8. "Just to Hold You Once Again" – 4:00
9. "I've Been Thinking about You" – 4:48

### Bonusy
1. "Everything Fades Away" – 5:25 (Evropa, Austrálie, Asie)
2. "Do You Think of Me" – 4:45 (Kanada)
3. "Héroe" – 4:19 (Latinská Amerika, Španělsko

## Umístění ve světě
| Stát           | Umístění |
| -------------- | -------- |
| USA            | 1        |
| Evropa         | 1        |
| Velká Británie | 1        |
| Francie        | 1        |
| Německo        | 1        |
| Austrálie      | 1        |
| Švýcarsko      | 1        |
| Rakousko       | 1        |
| Japonsko       | 2        |
| Itálie         | 2        |
| Španělsko      | 2        |
| Nový Zéland    | 2        |
| Norsko         | 2        |
| Švédsko        | 3        |
| Kanada         | 5        |

| Prodejnost | Počet      |
| ---------- | ---------- |
| Celkem     | 32,000,000 |